# Lotta ai Giochi della XXI Olimpiade
I tornei di lotta ai Giochi della XXIII Olimpiade si sono svolte dal 21 al 31 luglio 1976 al Centre Pierre Charbonneau di Montréal in Canada. Sono stati messi in palio 20 titoli: 10 di lotta libera e 10 di lotta greco-romana, tutti maschili.

## Nazioni partecipanti
Hanno preso parte alle competizioni 330 lottatori in rappresentanza di 41 comitati olimpici nazionali.
| - Argentina (3) - Australia (3) - Austria (2) - Belgio (2) - Bulgaria (20) - Canada (15) - Cuba (9) - Cecoslovacchia (5) - Germania Est (12) - Ecuador (1) - Finlandia (7) |  | - Francia (5) - Gran Bretagna (7) - Grecia (4) - Ungheria (18) - Iran (17) - Israele (1) - Italia (8) - Giappone (20) - Libano (1) - Messico (2) |  | - Mongolia (13) - Marocco (4) - Nuova Zelanda (2) - Corea del Nord (3) - Norvegia (2) - Pakistan (2) - Panama (1) - Polonia (14) - Portogallo (3) - Porto Rico (5) |  | - Romania (19) - Senegal (5) - Corea del Sud (11) - Unione Sovietica (20) - Svezia (8) - Turchia (11) - Stati Uniti (20) - Isole Vergini Americane (4) - Germania Ovest (15) - Jugoslavia (6) |

### Uomini
| Evento             | Oro                                    | Argento                               | Bronzo                            |
| Lotta libera       |                                        |                                       |                                   |
| 48 kg (dettagli)   | Hasan Isaev Bulgaria                   | Roman Dmitriev Unione Sovietica       | Akira Kudo Giappone               |
| 52 kg (dettagli)   | Yūji Takada Giappone                   | Aleksandr Ivanov Unione Sovietica     | Jeon Hae-Sup Corea del Sud        |
| 57 kg (dettagli)   | Vladimir Jumin Unione Sovietica        | Hans-Dieter Brüchert Germania Est     | Masao Arai Giappone               |
| 62 kg (dettagli)   | Yang Jung-mo Corea del Sud             | Zevegiin Oidov Mongolia               | Gene Davis Stati Uniti            |
| 68 kg (dettagli)   | Pavel Pinigin Unione Sovietica         | Lloyd Keaser Stati Uniti              | Yasaburo Sugawara Giappone        |
| 74 kg (dettagli)   | Jiichirō Date Giappone                 | Mansour Barzegar Iran                 | Stanley Dziedzic Stati Uniti      |
| 82 kg (dettagli)   | John Peterson Stati Uniti              | Viktor Novozhilov Unione Sovietica    | Adolf Seger Germania Ovest        |
| 90 kg (dettagli)   | Levan Tediašvili Unione Sovietica      | Ben Peterson Stati Uniti              | Stelică Morcov Romania            |
| 100 kg (dettagli)  | Ivan Jarygin Unione Sovietica          | Russell Hellickson Stati Uniti        | Dimo Kostov Bulgaria              |
| +100 kg (dettagli) | Soslan Andiev Unione Sovietica         | József Balla Ungheria                 | Ladislau Şimon Romania            |
| Lotta greco-romana |                                        |                                       |                                   |
| 48 kg (dettagli)   | Aleksej Šumakov Unione Sovietica       | Gheorghe Berceanu Romania             | Stefan Angelov Bulgaria           |
| 52 kg (dettagli)   | Vitalij Konstantinov Unione Sovietica  | Nicu Gingă Romania                    | Koichiro Hirayama Giappone        |
| 57 kg (dettagli)   | Pertti Ukkola Finlandia                | Ivan Frgić Jugoslavia                 | Farchat Mustafin Unione Sovietica |
| 62 kg (dettagli)   | Kazimierz Lipień Polonia               | Nel'son Davidjan Unione Sovietica     | László Réczi Ungheria             |
| 68 kg (dettagli)   | Suren Nalbandjan Unione Sovietica      | Ștefan Rusu Romania                   | Heinz-Helmut Wehling Germania Est |
| 74 kg (dettagli)   | Anatolij Bykov Unione Sovietica        | Vítězslav Mácha Cecoslovacchia        | Karl-Heinz Helbing Germania Ovest |
| 82 kg (dettagli)   | Momir Petković Jugoslavia              | Vladimir Cheboksarov Unione Sovietica | Ivan Kolev Bulgaria               |
| 90 kg (dettagli)   | Valerij Rezancev Unione Sovietica      | Stoyan Ivanov Bulgaria                | Czesław Kwieciński Polonia        |
| 100 kg (dettagli)  | Nikolaj Balbošin Unione Sovietica      | Kamen Goranov Bulgaria                | Andrzej Skrzydlewski Polonia      |
| +100 kg (dettagli) | Oleksandr Kolčyns'kyj Unione Sovietica | Aleksandar Tomov Bulgaria             | Roman Codreanu Romania            |

## Medagliere
| Pos.   | Paese            | Oro | Argento | Bronzo | Totale |
| ------ | ---------------- | --- | ------- | ------ | ------ |
| 1      | Unione Sovietica | 12  | 5       | 1      | 18     |
| 2      | Giappone         | 2   | 0       | 4      | 6      |
| 3      | Bulgaria         | 1   | 3       | 3      | 7      |
| 4      | Stati Uniti      | 1   | 3       | 2      | 6      |
| 5      | Jugoslavia       | 1   | 1       | 0      | 2      |
| 6      | Polonia          | 1   | 0       | 2      | 3      |
| 7      | Corea del Sud    | 1   | 0       | 1      | 2      |
| 8      | Finlandia        | 1   | 0       | 0      | 1      |
| 9      | Romania          | 0   | 3       | 3      | 6      |
| 10     | Germania Est     | 0   | 1       | 1      | 2      |
| 10     | Ungheria         | 0   | 1       | 1      | 2      |
| 12     | Cecoslovacchia   | 0   | 1       | 0      | 1      |
| 12     | Iran             | 0   | 1       | 0      | 1      |
| 12     | Mongolia         | 0   | 1       | 0      | 1      |
| 15     | Germania Ovest   | 0   | 0       | 2      | 1      |
| Totale | Totale           | 20  | 20      | 20     | 60     |